# Scopula tabianaria
Scopula tabianaria är en fjärilsart som beskrevs av Turati 1905. Scopula tabianaria ingår i släktet Scopula och familjen mätare. Inga underarter finns listade.